# Aeroportul Juvai Semaring
Aeroportul Juvai Semaring (IATA: LBW, ICAO: WRLB) este un aeroport din Krayan⁠(d), Nunukan⁠(d), Kalimantan Utara⁠(d), Indonezia.
Situat la o altitudine de 550 m, aeroportul dispune de o singură pistă.